# 大阪テレビタレントビューロー
大阪テレビタレントビューロー（おおさかテレビタレントビューロー）はかつて存在した、声優およびアナウンサーをマネジメントとする芸能事務所。

## 概要
略称：TTB。1969年4月17日設立。
所属タレントは在阪局などの契約女子アナウンサーとして活動するタレントの他に『ザ・キング・オブ・ファイターズ』をはじめとした、SNK（旧社）およびSNKプレイモア（現・SNK（新社））のゲームでの声優としても多く名前が見られた。
2018年3月31日に会社清算。廃業となった。廃業後、所属声優は他の芸能事務所（声優事務所）に移籍している。

## 所属していた俳優・声優

### 男性
| あ行 - 浅川博貴 - 新居利光 - 有田洋之（現所属：タカラ） - 石田久巳（現所属：Sakura Kiss Co.,Ltd.（ラジオ番組制作会社を設立）） - 樹リューリ（旧名：いつき隆李、現所属：Jプロダクションと業務提携） - 岩崎和夫 - 臼井雅基 か行 - 葛谷亮 - Kay稲毛（現所属：ボズアトール） さ行 - 坂井貴行（引退） - 佐藤勝 - 島よしのり（キャラを設立し独立） - 水津浩志 た行 - 田中哲哉 - 津田英治（オフィスBANに移籍後死去） | な行 - 長代聡之介（現所属：MC企画） - 中村健治（在籍中に死去） - 新崎泰生 - 新家寛 - 西川武之介（旧名：西川たけのすけ、現所属：キャラ） - 西村寿一（現所属：山陽企画株式会社） - 野中政宏（現所属：ボズアトール） は行 - 林直樹 - 平野智一 ま行 - 前塚あつし（旧名：モンスター前塚、現所属：エス・アイ・ピー、Jプロダクションと業務提携） - 丸尾恒人 - 森田純史 や行 - や乃えいじ（現所属：ボズアトール） |

### 女性
| あ行 - 秋間千代子 - 浅川裕子 - 井口絵海 - 池田茜（浜村淳の夫人） - 池田奈月（ラジオ関西に復帰） - 池原量（現所属：ボズアトール） - 生駒治美（現所属：Jプロダクション） - 磯江千賀子 - 伊藤望恵 - 井上さゆ梨 - イノサコイノコ（旧名：猪砂和世、現所属：ケッケコーポレーション） - 一丸志帆（現所属：ワイワイワイ） - 上原伊代（現所属：タカラ） - 上村明子 - 宇田満里子（現所属：オフィスキイワード） - 内田香織 - 内谷佐和子（現所属：パートナーズ・プロ） - 浦部里奈 - 大石嘉子 - 大島榎奈（現所属：松竹芸能） - 大矢浩子 - 大屋まり - 緒方りお（現所属：Matsuri Company） - 荻田ゆかり - 尾上由美 か行 - 甲斐千代子 - 掛川夕希枝 - 葛西美香 - 加藤萌奈 - 加藤有希子 - 唐川満知子 - 香山真希 - 金田美穂 - 河合美保（現所属：パートナーズ・プロ） - 川崎英吏子（現所属：パートナーズ・プロ） - 川田恵子（在籍中に死去） - 神田沙織 - 北川佳歩 - 北彩音 - 北村武子 - 久下景子 - 窪内うたの（現所属：タカラ） - 久保田紗枝 - 熊谷瞭子 - 倉田かな（現所属：パートナーズ・プロ） - 倉八明美 - 倉森ひとみ - 黒木千羽（現所属：Jプロダクション） - 小池昌子 - 小﨑成子 - 小成田晴代 | さ行 - 阪口佳澄 - 坂本希世 - 向山佳比子 - 桜井一枝（解散後に昭和プロダクションを経て株式会社一丁目一番地へ所属） - 桜井ういよ（現所属：ワイワイワイ） - 斉藤亜紀子 - 佐久間なつみ - 佐久良貴恵（現所属：キャラOKINAWAマネージャー） - 佐々木美絵（専属契約先の毎日放送へ正社員として勤務→同僚だった斎藤努との結婚などを経て昭和プロダクションへ所属） - 佐藤千恵 - 志乃宮風子（現所属：アーツビジョン/深川とっくり座） - 柴田道子 - 実川美穂 た行 - 高田薫 - 高橋マリ子 - 竹内まり - 田中あきこ - 田中友香理 - 田村千鶴 - 高嶋穂波 - 高野あさお - 長福亜由美 - つかせのりこ（青二プロダクションに移籍後死去） - 辻裕子（現所属：キャラ） - 豊田望有妃 な行 - 長居知恵子（現所属：オフィスBAN） - 中野加奈子（現所属：ワイワイワイ） - 永尾光湖（現所属：パートナーズ・プロ） - 中山甲子 - 中平華也乃 - 仁木沙恵里 - 西川敦子 - 西川葉月（現所属：81プロデュース） - 西田愛（現所属：昭和プロダクション） は行 - 萩田詩乃（現所属：笠岡放送） - 馬場尚子（現所属：Jプロダクションと業務提携） - 畠山綾子 - 早坂好恵（現所属：パートナーズ・プロ） - 秀平真由美（現所属：株式会社オンタイム） - 平信千恵 - 福井玲子（現所属：ALBA） - 藤野ゆり - 藤原正美 - 藤井郁子（現所属：パートナーズ・プロ） - 藤本美華（現所属：ボズアトール） - 藤井夏海 - 堀茜 - ほりえかおり（現所属：Jプロダクションと業務提携） | ま行 - 前川佳子（現所属：パートナーズ・プロ） - 前田美保 - 松浦美代 - 松葉沙矢佳 - 丸子由美 - 右田真知子 - 三島栄実子 - 水池公美 - 水野晶子（専属契約先の毎日放送へ1991年4月に正社員として入社→2018年12月の定年まで勤務後にフリーアナウンサーへ再転向） - 美谷茜 - 美谷栞 - 南小百合 - 南野智香 - 宮村不二子（現所属：オフィスBAN） - 武藤恵美 - 村田季世子 - もとむらみちこ（現所属：オフィスBAN） - 森角香奈子（現所属：Heart Voice） や行 - 安野晴香 - 山田さつき（現所属：オフィスコットン） - 山戸惠美子 - 湯谷明子 - 弓雅枝 (現所属：ぽんぴんず） - 吉澤育子 - 吉村珠佳（現所属：昭和プロダクション） わ行 - 脇たまき（旧名：脇朱紀、現所属：パートナーズ・プロ） - 和田明日香 |